# Hrabîne, Romnî
Hrabîne (în ucraineană Грабине) este un sat în orașul regional Romnî din regiunea Sumî, Ucraina.